# Mustafá I
Mustafá I (1592 – 20 de Janeiro de 1639) foi sultão do Império Otomano desde 1617 a 1618, e pela segunda vez, de 1622 a 1623.
Durante o seu reinado foi considerado neurótico e mentalmente incapaz, o que fez com que ficasse encarcerado no seu quarto e servisse com simples instrumento para a concretização das tramas da corte otomana. Foi deposto pelo seu sobrinho Osmã II em 1618, mas após o assassinato deste voltou ao trono, sendo deposto por Murade IV.